# Gunnerud
Gunnerud is een deel van de plaats Edebäck binnen de Zweedse gemeente Hagfors. Het ligt aan de rechteroever van de rivier de Klarälven, die hier een S-bocht maakt. Op de linkeroever van de Klarälven ligt de rest van Edebäck. Gunnerud ligt als een lintbebouwing aan de Zweedse rijksweg en haar zijwegen, op ongeveer 160 meter boven de zeespiegel. Gunnerud ligt op een zandbodem in een overigens moerasgebied met bossen.

## Verkeer en vervoer
Bij de plaats loopt de Riksväg 62.